# Chella Man
Chella Man (1998) é um ator, modelo, artista, ativista e YouTuber americano. Ele é conhecido por compartilhar suas experiências como transgênero, surdo, gênero-queer, judeu e pessoa de cor no YouTube. Ele ganhou fama ao interpretar o personagem mudo, Jericó, na segunda temporada da série Titans, do DC Universe.

## Vida e carreira
Chella Man nasceu em 26 de novembro de 1998 e é descendente de judeus e chineses. Ele foi criado na Pensilvânia em uma comunidade conservadora. Man começou a perder a audição aos quatro anos de idade. Aos 13 anos, ele estava profundamente surdo e no ano seguinte recebeu seu primeiro Implante coclear. Aos 16 anos, ele teve um segundo implante colocado em sua outra orelha.
Man foi designado como sendo do sexo feminino e começou a experimentar a disforia de gênero durante a infância. Em março de 2017, ele criou um canal no YouTube no qual postou vídeos sobre suas experiências pessoais com a disforia de gênero. Man declarou em uma entrevista para a Teen Vogue, "Há uma extrema falta de representação para jovens, surdos, queer, judeus, asiáticos, artistas transgêneros...Então, decidi ser minha própria representação." No ano seguinte, ele compartilhou seus pensamentos e observações enquanto passava pela sua transição usando testosterona. Ele também teve uma cirurgia superior. Man também publica vídeos que tentam mobilizar jovens eleitores e debate as ramificações políticas da administração de Trump.
Ele assinou contrato com a empresa IMG como modelo em setembro de 2018. Em março de 2019, foi anunciado que ele havia sido escolhido para interpretar o personagem Jericó na série digital do DC Universe, Titans. Man afirmou que ele se conectou ao personagem, que usa linguagem de sinais para se comunicar. Ele também discutiu sobre a importância de atores deficientes que interpretam personagens deficientes.

## Elogios
Em junho de 2019, para marcar o 50º aniversário da Rebelião de Stonewall, provocando o início do moderno movimento de direitos LGBT, o jornal Queerty nomeou-o como um dos Pride50. “Indivíduos pioneiros que ativamente garantem que a sociedade continue se movendo em direção a igualdade, aceitação e dignidade para todas as pessoas queer”.

## Vida pessoal
Man atualmente é aluno da universidade The New School onde estuda programação de realidade virtual. Ele também pinta, desenha tatuagens e tem interesse em design de moda.